# Píxel efectivo
Los píxeles efectivos en la cámara se usa generalmente para determinar la especificación de dicha cámara. Todos los píxeles de especificación de píxeles efectivos se utilizan para capturar los datos de imagen de la escena, pero no todos los píxeles efectivos se almacenan en el archivo de imagen.  
Estos son diferentes a los píxeles totales, que son aquellos que se convierten en parte de la imagen. Por lo general, la diferencia entre estos dos valores es muy pequeña. El megapíxel se calcula midiendo la máxima calidad de imagen de la cámara y se multiplica el ancho por la altura. Por eje píxeles lo: una foto de 3000 píxeles de ancho por 2000 de alto tiene 6 millones de píxeles, lo que equivale a 6 megapíxeles.
Refiriéndose a la cámara de megapíxeles que tiene el cuerpo de la cámara, como suele hablar de megapíxeles efectivos, los datos totales de megapíxeles es más técnico y se tiene que mirar en el manual de la cámara.
No se debe confundir con el concepto de megapíxeles interpolados, pero en el caso de las cámaras de muy baja calidad puede ser promovido, lo que indica un mayor número de megapíxeles que el sensor tiene.

## Píxeles en su totalidad o del sensor
El píxeles especificación o sensor co píxeles leto se refiere al número total de píxeles de la cámara CCD. Algunos de estos píxeles no se utilizan en la fotografía. Por eje píxeles lo, algunos sensores tienen lo que se llaman píxeles negros u oscuros. Estos píxeles no son sensibles a la luz y se utilizan para ajustar el sensor a negro cuando se toma la fotografía, pero no se utiliza en la fotografía. La especificación del total de píxeles incluye todos los píxeles del CCD y es la mayor de las tres especificaciones de la cámara píxeles .

## Grabado píxeles
Especificación de estos píxeles  a veces llamado el "tamaño del archivo grabado", informa el número real de píxeles almacenados en la imagen de la cámara. El número registrado de píxeles puede ser un poco más pequeño que el píxeles efectivos.
A veces el número de metástasis registrados es menor que el de píxeles eficaces debido a las imágenes de escaneo y almacenamiento.
Por eje píxeles lo, todas las imágenes deben pasar por un proceso llamado interpolación de colores ("demosaic"). Este proceso convierte los píxeles individuales de rojo, verde y azul capturados por el sensor, la imagen con los colores que vemos. La mayoría de color interpolación procesos no se ejecuta a través de los bordes de la imagen, por lo tanto, algunos de los píxeles efectivos se utilizan para permitir el proceso de interpolación de color es co píxeles leta, pero no se almacenan.
Otra razón es que el formato de archivo JPEG almacena las imágenes en bloques de píxeles, píxeles por lo general 8x16 o 16x16. Esto significa que la anchura y la altura de la imagen debe ser un múltiplo de 8 o 16 pixeles. A menudo, píxeles efectivos no son múltiplos de 8 o 16, por lo tanto, algunos píxeles se van a reducir. El resultado final es que el archivo de imagen almacenado es generalmente algo menor que el píxeles cámara eficaz especificado.
Puesto que los pasos de procesamiento de imágenes variar, dependiendo del tipo de cámara, la diferencia entre HB y píxeles soldadas se escriben de manera diferente en cada cámara.

## Fuente
- h10025.www1.hp.com (enlace roto disponible en Internet Archive; véase el historial, la primera versión y la última).

- Datos: Q6077061